# Kenz-Küstrow
Kenz-Küstrow ist eine Gemeinde im Westen des Kreises Vorpommern-Rügen. Die Gemeinde liegt südöstlich von Barth.

## Geografie und Verkehr
Kenz-Küstrow liegt etwa vier Kilometer südlich von Barth. Der Nordosten der Gemeinde grenzt an den Grabow, eines Teils der Darß-Zingster Boddenkette. Die Boddenküste ist vor allem im Süden flach und sumpfig. Hier mündet der Zipker Bach in den Bodden, welcher auch die Südgrenze der Gemeinde bildet. Die Geländehöhen steigen dann in einen in Nord-Süd-Richtung verlaufenden Höhenzug bei Küstrow und Rubitz auf über dreißig Meter an. Im Norden reicht der Höhenzug fast bis zur Boddenküste.
Südlich der Gemeinde verläuft die Bundesstraße 105 (Rostock–Stralsund). Kenz hat einen Haltepunkt an der Darßbahn.

### Ortsteile
- Dabitz
- Kenz
- Küstrow
- Rubitz
- Zipke

## Geschichte
Küstrow und Dabitz wurden erstmals im Jahr 1280, Kenz wurde als Dorf erstmals im Jahr 1316 erwähnt. Allerdings wird schon 1256 ein Reimarus de Kenitze (Reimar von Kenz) als Zeuge auf einer Urkunde Fürst Jaromars II. genannt. De Kenitze dürfte sich auf den später erwähnten Ort Kenz beziehen. Rubitz wird erstmals im Jahr 1317 urkundlich erwähnt. Die Orte sind slawischen Ursprungs. Bis 1325 gehörte Kenz zum Fürstentum Rügen, kam mit dem Aussterben des Fürstenhauses an das Herzogtum Pommern und 1648 an Schwedisch-Pommern.
Mit der Erscheinung der Maria Pomerana Miraculosa und des Kenzer Wunderbrunnens wurde Kenz um 1395 ein bedeutender Wallfahrtsort. Hier suchte 1405 auch Herzog Barnim VI. von Pommern-Wolgast vergeblich Heilung von der Pest und wurde in Kenz bestattet. Der hölzerne Schrein (Kenotaph) in der St.-Marien-Kirche beherbergt die lebensgroße Gestalt des Herzogs. Mit der Reformation ging die Bedeutung von Kenz zurück. Ende des 18. Jahrhunderts wurde jedoch der Brunnen wiederentdeckt und Kenz entwickelte sich zu einem der bedeutendsten Kurorte in Vorpommern.
Nach der Übergabe von Schwedisch-Pommern an Preußen und der Zuordnung zur Provinz Pommern im Jahre 1815 ging der Kurbetrieb zurück und kam bald völlig zum Erliegen. Im November 1872 überflutete das Ostseesturmhochwasser 1872 weite Teile des Ortes.
Die Ortschaften der Gemeinde waren bis 1952 Teil des Landkreises Franzburg-Barth und gehörten danach bis 1994 zum Kreis Ribnitz-Damgarten im Bezirk Rostock.
Bis zum 1. Januar 2005 war die Gemeinde Teil des Amtes Barth-Land und ist seitdem Teil des Amtes Barth. Die Gemeinde wurde durch den Zusammenschluss der Gemeinden Kenz und Küstrow am 31. Dezember 1999 gebildet.

## Wappen, Flagge, Dienstsiegel
Die Gemeinde verfügt über kein amtlich genehmigtes Hoheitszeichen, weder Wappen noch Flagge. Als Dienstsiegel wird das kleine Landessiegel mit dem Wappenbild des Landesteils Vorpommern geführt. Es zeigt einen aufgerichteten Greifen mit aufgeworfenem Schweif und der Umschrift „GEMEINDE KENZ-KÜSTROW * LANDKREIS VORPOMMERN-RÜGEN“.

## Sehenswürdigkeiten
Bekannte Bauwerke:

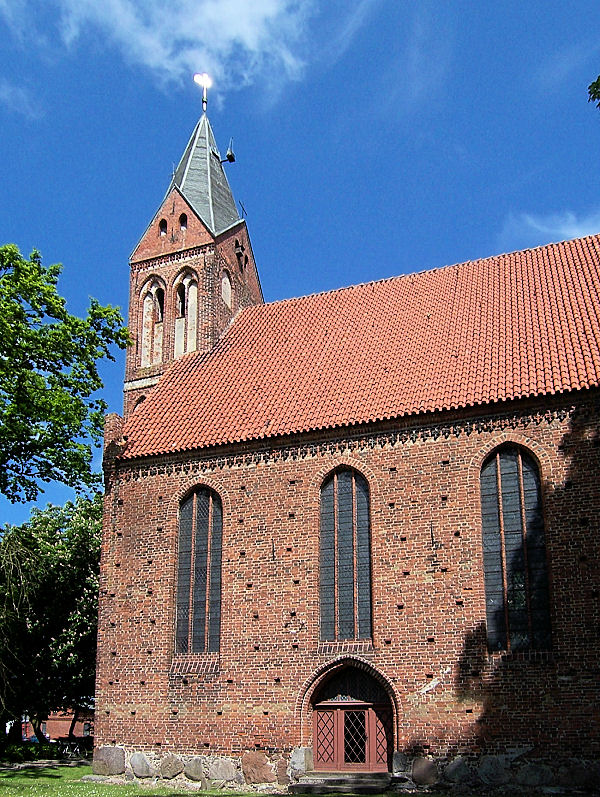
Dorfkirche in Kenz

- Kenzer Kirche aus dem 14. Jahrhundert[5]

- „Wunderquelle“ in Kenz, Kenzer Gesundbrunnen[5]
- Triumphkruzifix in Kenz[5]
- Hafen Dabitz[5]